# Eupithecia carissima
Eupithecia carissima là một loài bướm đêm trong họ Geometridae.